# Adesmia
Adesmia és un gènere de plantes de la família de les fabàcies.

## Taxonomia
| - Adesmia aconcaguensis Burkart - Adesmia acuta Burkart - Adesmia adrianii Correa - Adesmia aegiceras Philippi - Adesmia ameghinoi Speg. - Adesmia angustifolia - Adesmia aphylla D.Clos - Adesmia arachnipes D.Clos - Adesmia araucana Philippi - Adesmia araujoi Burkart - Adesmia arenicola (R.E.Fries)Burkart - Adesmia argentea Meyen - Adesmia argyrophylla Philippi - Adesmia aromatica Burkart - Adesmia aspera Hook. i Arn. - Adesmia atacamensis Philippi - Adesmia atuelensis Burkart - Adesmia aucaensis Burkart - Adesmia aueri Burkart - Adesmia augustii J.F.Macbr. - Adesmia aurantiaca (Dusen)Burkart - Adesmia axillaris Philippi - Adesmia balsamica Colla - Adesmia bedwellii Skottsb. - Adesmia bicolor (Poiret) DC. - Adesmia bijuga Philippi - Adesmia boelckeana Burkart - Adesmia boronioides Hook.f. - Adesmia brachysemeon Philippi - Adesmia bracteata Hook. i Arn. - Adesmia brevivexillata Burkart - Adesmia burkartii Correa - Adesmia cabrerae Burkart - Adesmia caespitosa Philippi - Adesmia calycicomosa Burkart - Adesmia candida Hook.f. - Adesmia canescens Philippi - Adesmia capitellata (D.Clos)Hauman - Adesmia ciliata Vogel - Adesmia codonocalyx G.Grandjot - Adesmia colinensis Philippi - Adesmia coluteoides Hook. i Arn. - Adesmia concinna Philippi - Adesmia conferta Hook. i Arn. - Adesmia confusa E.A.Ulibarri - Adesmia coquimbensis Burkart - Adesmia cordobensis Burkart - Adesmia coronilloides Hook. i Arn. - Adesmia corymbosa D.Clos - Adesmia curvifolia D.Clos - Adesmia cytisoides Griseb. - Adesmia darapskyana Philippi - Adesmia davilae Philippi - Adesmia denticulata D.Clos - Adesmia denudata Philippi - Adesmia dessaueri (Reiche) E.A.Ulibarri - Adesmia dichotoma D.Clos - Adesmia digitata Burkart - Adesmia disperma Philippi - Adesmia dumosa Philippi - Adesmia echinus C.Presl - Adesmia elata D.Clos - Adesmia elegans D.Clos - Adesmia emarginata D.Clos - Adesmia eremophila Philippi - Adesmia erinacea Philippi - Adesmia exilis D.Clos - Adesmia fabrisii Burkart - Adesmia filicaulis Philippi - Adesmia filifolia D.Clos - Adesmia filipes A.Gray - Adesmia friesii E.A.Ulibarri - Adesmia frigida Philippi - Adesmia fuentesii G.Grandjot - Adesmia germainii Philippi - Adesmia glandulifera (Rendle) Skottsb. - Adesmia glauca Philippi - Adesmia glaucescens Philippi - Adesmia glomerula D.Clos - Adesmia glutinosa Hook. i Arn. - Adesmia godoyae Reiche - Adesmia gracilis Vogel - Adesmia gracillima I.M.Johnston - Adesmia graminidea Speg. - Adesmia grandiflora Gillies - Adesmia guttulifera Sandw. - Adesmia hemisphaerica Hauman - Adesmia hirsuta Philippi - Adesmia hispidula (Lagasca)DC. - Adesmia horrida Hook. i Arn. - Adesmia hunzikeri Burkart - Adesmia hystrix Philippi - Adesmia incana Vogel - Adesmia inconspicua Philippi - Adesmia inflexa Griseb - Adesmia jilesiana Burkart - Adesmia kingii Philippi - Adesmia lanata Hook.f. - Adesmia latifolia (Spreng.) Vogel | - Adesmia laxa D.Clos - Adesmia leiocarpa Hook. i Arn. - Adesmia leptobotrys Burkart - Adesmia lihuelensis Burkart - Adesmia littoralis Burkart - Adesmia longipes Philippi - Adesmia longiseta DC. - Adesmia lotoides Hook.f. - Adesmia loudonia Hook. i Arn. - Adesmia macrostachya Benth. - Adesmia medinae (Reiche) E.A.Ulibarri - Adesmia melanocaulos Philippi - Adesmia melanthes Philippi - Adesmia mendozana E.A.Ulibarri - Adesmia micrantha Philippi - Adesmia microcalyx Philippi - Adesmia microphylla Hook. i Arn. - Adesmia minor (Hook. i Arn.) Burkart - Adesmia miraflorensis E.J.Remy - Adesmia monosperma D.Clos - Adesmia montana Philippi - Adesmia mucronata Hook. i Arn. - Adesmia multicuspis D.Clos - Adesmia muricata (Jacq.) DC. - Adesmia neglecta Correa - Adesmia nordenskioldii (R.E.Fries) Cardenas - Adesmia obcordata D.Clos - Adesmia obovata D.Clos - Adesmia obscura D.Clos - Adesmia occulta (R.E.Fries) Burkart - Adesmia odontophylla Philippi - Adesmia pampeana Speg. - Adesmia papposa (Lagasca) DC. - Adesmia paranensis Burkart - Adesmia parviflora D.Clos - Adesmia parvifolia Philippi - Adesmia patagonica Speg. - Adesmia patancana Ulbr. - Adesmia pauciflora Vogel - Adesmia pearcei Philippi - Adesmia pedicellata Hook. i Arn. - Adesmia pentaphylla Philippi - Adesmia peraltae (Reiche) E.A.Ulibarri - Adesmia phylloidea D.Clos - Adesmia pinifolia Hook. i Arn. - Adesmia pirionii I.M.Johnston - Adesmia polyphylla Philippi - Adesmia propinqua D.Clos - Adesmia prostrata D.Clos - Adesmia pseudincana Burkart - Adesmia pseudogrisea Burkart - Adesmia psoraleoides Vogel - Adesmia pumahuasiana E.A.Ulibarri - Adesmia pumila Hook.f. - Adesmia punctata (Poiret) DC. - Adesmia pungens D.Clos - Adesmia pusilla Philippi - Adesmia quadripinnata (Hicken) Burkart - Adesmia radicifolia Clos - Adesmia ragonesei Burkart - Adesmia rahmeri Philippi - Adesmia ramosissima Philippi - Adesmia reclinata Muñoz - Adesmia reitziana Burkart - Adesmia renjifoana (Reiche) E.A.Ulibarri - Adesmia resinosa (Reiche) Martic. - Adesmia retrofracta Hook. i Arn. - Adesmia retusa Griseb. - Adesmia riojana Burkart - Adesmia rocinhensis Burkart - Adesmia rubroviridis Burkart - Adesmia ruiz-lealii Correa - Adesmia salamancensis Burkart - Adesmia salicornioides Speg. - Adesmia sandwithii Burkart - Adesmia sanjuanensis Burkart - Adesmia schickendanztii Griseb. - Adesmia schneideri Philippi - Adesmia securigerifolia Herter - Adesmia serrana Correa - Adesmia sessiliflora Philippi - Adesmia silvestrii Speg. - Adesmia smithiae DC. - Adesmia spinosissima Vogel - Adesmia spuma Burkart - Adesmia stenocaulon Hauman - Adesmia subnuda (A.Gray) Burkart - Adesmia subsericea (Chodat i Wilczek) Hauman - Adesmia subterranea D.Clos - Adesmia suffocata Hook.f. - Adesmia tehuelcha Speg. - Adesmia tenella Hook. i Arn. - Adesmia tomentosa Meyen - Adesmia torcae Philippi - Adesmia trifoliata Philippi - Adesmia trifoliolata Hook. i Arn. - Adesmia trijuga Hook. i Arn. - Adesmia tristis Vogel - Adesmia tunuianica Burkart - Adesmia unifoliolata Skottsb. - Adesmia uspallatensis Hook. i Arn. - Adesmia verrucosa Meyen - Adesmia villosa Hook.f. - Adesmia virens Philippi - Adesmia viscida Savi - Adesmia viscidissima Johnston - Adesmia viscosa Hook. i Arn. - Adesmia volckmannii Philippi - Adesmia zoellneri E.A.Ulibarri |